# العلاقات الزيمبابوية السويسرية
العلاقات الزيمبابوية السويسرية هي العلاقات الثنائية التي تجمع بين زيمبابوي وسويسرا.

## مقارنة بين البلدين
هذه مقارنة عامة ومرجعية للدولتين:
| وجه المقارنة                                              | زيمبابوي | سويسرا                                                                                      |
| --------------------------------------------------------- | --- | ------------------------------------------------------------------------------------------- |
| المساحة (كم2)                                             | 390.76 ألف | 41.28 ألف                                                                                   |
| عدد السكان (نسمة)                                         | 16.53 مليون | 8.21 مليون                                                                                  |
| الكثافة السكانية (ن./كم²)                                 | 42.3 | 198.89                                                                                      |
| العاصمة                                                   | هراري | برن                                                                                         |
| اللغة الرسمية                                             | لغة إنجليزية، اللغة الشونا، النديبيلية الشمالية ‏، لغة الشيشيوا، Barwe ‏، Kalanga language ‏، Tshwa language ‏، النداو ‏، اللغة التسونجا، لغة الإشارة الزيمبابوية ‏، اللغة السوتية، تونغا ‏، اللغة التسوانية، اللغة الفيندية، اللغة الكوسية | اللغة الألمانية، اللغة الإيطالية، لغة فرنسية، اللغة الرومانشية، الألمانية السويسرية الموحدة |
| العملة                                                    | دولار أمريكي | فرنك سويسري                                                                                 |
| الناتج المحلي الإجمالي (بليون دولار)                      | 17.85 مليار | 678.89 مليار                                                                                |
| الناتج المحلي الإجمالي (تعادل القوة الشرائية) بليون دولار | 27.88 مليار | 518.07 مليار                                                                                |
| الناتج المحلي الإجمالي الاسمي للفرد دولار أمريكي          | 924 | 80.94 ألف                                                                                   |
| الناتج المحلي الإجمالي للفرد دولار أمريكي                 | 1.79 ألف | 59.54 ألف                                                                                   |
| مؤشر التنمية البشرية                                      | 0.509 | 0.930                                                                                       |
| رمز المكالمات الدولي                                      | +263 | +41                                                                                         |
| رمز الإنترنت                                              | .zw | .ch، .swiss ‏                                                                                |
| المنطقة الزمنية                                           | ت ع م+02:00 | توقيت وسط أوروبا، ت ع م+01:00، ت ع م+02:00، أوروبا/زيورخ ‏                                   |

## منظمات دولية مشتركة
يشترك البلدان في عضوية مجموعة من المنظمات الدولية، منها:
| علم المنظمة | اسم المنظمة                               | تاريخ انضمام زيمبابوي | تاريخ انضمام سويسرا |
| ----------- | ----------------------------------------- | --------------------- | ------------------- |
|             | مؤسسة التمويل الدولية                     | 29 سبتمبر 1980        | 29 مايو 1992        |
|             | منظمة حظر الأسلحة الكيميائية              | ?                     | ?                   |
|             | يونسكو                                    | 22 سبتمبر 1980        | 28 يناير 1949       |
|             | البنك الإفريقي للتنمية                    | ?                     | ?                   |
|             | الاتحاد الدولي للاتصالات                  | 10 فبراير 1981        | 1866                |
|             | الأمم المتحدة                             | 25 أغسطس 1980         | 10 سبتمبر 2002      |
|             | منظمة الشرطة الجنائية الدولية             | ?                     | ?                   |
|             | البنك الدولي للإنشاء والتعمير             | 29 سبتمبر 1980        | 29 مايو 1992        |
|             | الاتحاد البريدي العالمي                   | ?                     | ?                   |
|             | مؤسسة التنمية الدولية                     | 29 سبتمبر 1980        | 29 مايو 1992        |
|             | منظمة التجارة العالمية                    | ?                     | ?                   |
|             | الفريق المعني برصد الأرض                  | ?                     | ?                   |
|             | المركز الدولي لتسوية المنازعات الاستشارية | 19 يونيو 1994         | 14 يونيو 1968       |
|             | وكالة ضمان الاستثمار متعدد الأطراف        | 10 أبريل 1992         | 12 أبريل 1988       |

## وصلات خارجية
- موقع وزارة الخارجية الزيمبابوية
- موقع وزارة الخارجية السويسرية